# ALFA 15 HP
La 15 HP è una vettura prodotta dall'ALFA, ovvero la casa automobilistica che in seguito sarebbe diventata l'Alfa Romeo, dal 1911 al 1913.

## Storia del modello
Il modello deriva strettamente dalla 12 HP rappresentandone la naturale evoluzione e anche una versione più economica e meno impegnativa rispetto alla sorella maggiore 24 HP; come su quest'ultima, i 15 HP nel nome si riferiscono alla potenza fiscale.

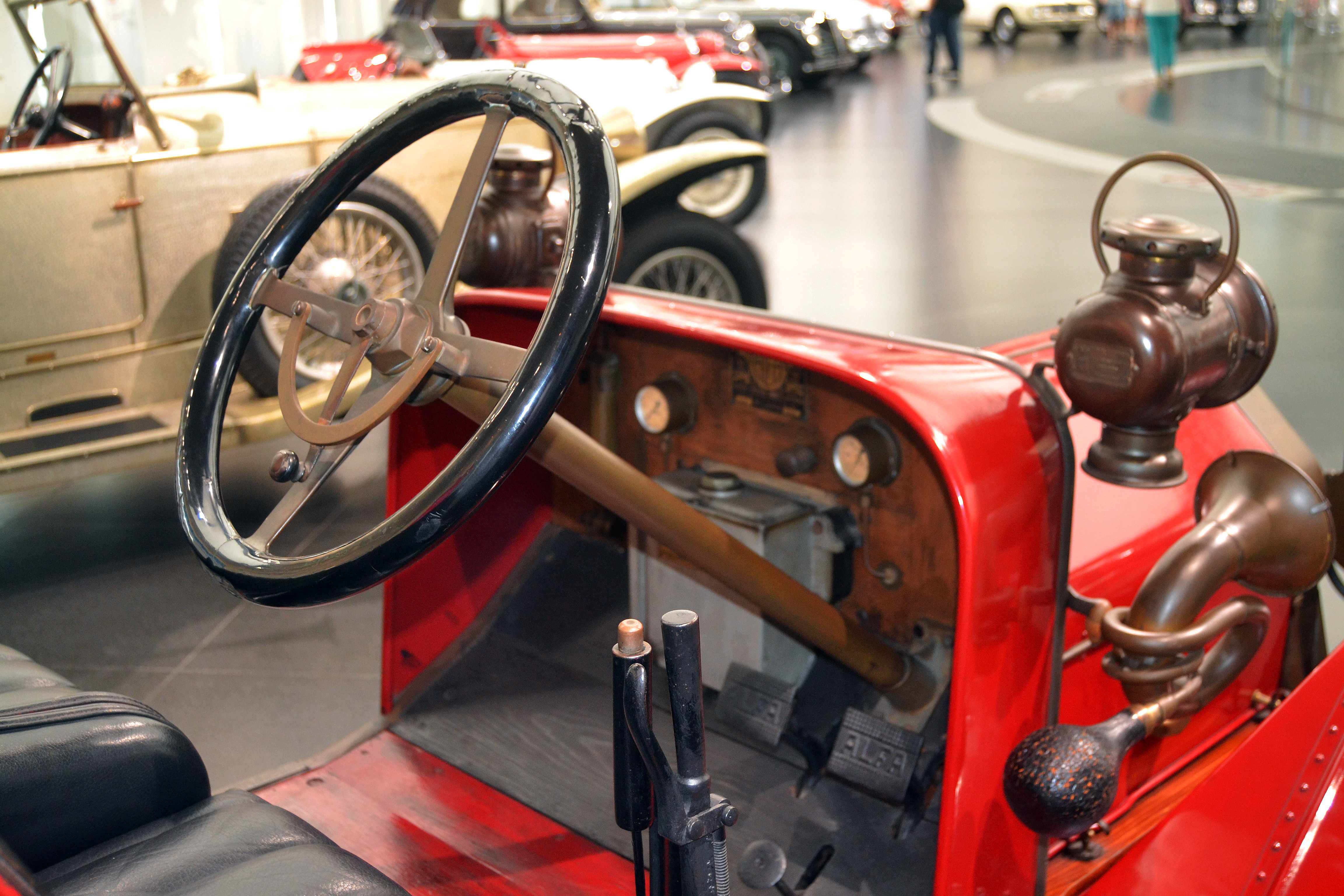
Il posto di guida dell'ALFA 15 HP quattro baquets del Museo Storico

La vettura, progettata da Giuseppe Merosi monta un motore quattro cilindri in linea 2413 cm³ di cilindrata (alesaggio x corsaː 80 x 120 mm), con monoblocco e testata fissa in ghisa e distribuzione a valvole laterali comandate da un albero a camme nel basamento mosso da ingranaggi che eroga una potenza di 24 CV a 2.400 giri/min, 2 in più del precedente modello grazie al rapporto di compressione aumentato a 4,2:1. La potenza viene trasmessa alle ruote posteriori mediante un cambio a quattro marce collegato al motore da un giunto cardanico. Le ruote a raggi in legno montano pneumatici da 820x120 mm. La carreggiata, sia anteriore che posteriore, è di 1300 mm e i freni sono a tamburo, quello di servizio agisce sulla trasmissione mentre quello a mano solo sulle ruote posteriori. 
La vettura, disponibile in versione torpedo o come autotelaio, raggiungeva una velocità massima di 95 km/h ed era in vendita a 9.500 lire.